# ییل (میشیگان)
ییل، میشیگان (به انگلیسی: Yale, Michigan) یک شهر در ایالات متحده آمریکا با جمعیت ۱٬۹۵۵ نفر است که در میشیگان واقع شده‌است.

## موقعیت جغرافیایی
موقعیت جغرافیایی شهرها و مناطق اطراف به شرح زیر است: